# Centralni zapadnomandejski jezici
Centralni zapadnomandejski jezici, ogranak od (33) mande jezika koji čine dio šire skupine centralnih-jugozapadnih mandejskih jezika. Govore se na prostorima Gvineje, Burkine Faso, Obale Bjelokosti, Sijera Leone, Gane i senegala. Dijele se na susu-yalunka i manding-jogo, a predstavnici su:
a. Manding-Jogo jezici (31):
a1. Jogo-Jeri jezici (4):
a. Jeri-Jalkuna jezici (1) Burkina Faso: jalkuna.
b. Jogo jezici (2) Gana, Obala Slonovače: ligbi, tonjon.
c. jeri kuo; Obala Slonovače.
a2. Manding-Vai jezici (27):
a. Manding-Mokole jezici (25): 
a1. Manding jezici (21) Burkina Faso, Mali, Senegal, Gvineja, Obala Slonovače: bamanankan, bolon, jahanka, jula, kagoro, koro, koyaga, mahou, mandinka, manya, maninka (3 jezika:  šumski, konyanka, sankaran), maninkakan (3 jezika: istočni, zapadni, kita), marka, sininkere, wojenaka, worodougou, xaasongaxango.
a2. Mokole jezici (4) Gvineja, Sijera Leone: kakabe, kuranko, lele, mixifore.
b. Vai-Kono jezici (2) Sijela Leone, Liberija: kono, vai.
b. Susu-Yalunka jezici (2) Gvineja: susu, yalunka

## Vanjske poveznice
- Ethnologue (14th)
- Ethnologue (15th)